# 힘쎈여자 도봉순
《힘쎈여자 도봉순》은 2017년 2월 24일부터 2017년 4월 15일까지 방영된 JTBC 금토 드라마이며, 도봉순을 중심으로 여성을 대변하는 스토리를 담고 있다.
이 드라마는 방송 시간대를 기존의 밤 8시 30분에서 밤 11시로 옮긴 후 방영된 첫 번째 드라마이다. 첫 방송을 앞두고 배우들이 직접 출연해 전하는 제작현장의 비하인드 스토리와 드라마의 관전 포인트 등을 담은 스페셜 〈힘쎈여자 도봉순 커밍순〉을 특별히 편성했다.
한편, 이 작품은 당초 tvN에서 먼저 검토했다가 최종 거절했고 이 때문에 tvN 담당자가 시말서를 쓰기도 했다.

## 줄거리
"선천적으로 어마무시한 괴력을 타고난 도봉순이 세상 어디에도 본 적 없는 똘끼충만한 안민혁과 정의감에 불타는 인국두를 만나면서 벌어지는 세 남녀의 힘겨루기 로맨스".

## 등장 인물

### 주요 인물
- 박보영: 도봉순 역(아역 고나희, 신비) - 괴력의 소유자, 민혁의 경호원
- 박형식: 안민혁 역(아역 최승훈) - 아인소프트 CEO, 오성그룹 넷째 아들
- 지수: 인국두 역(아역 최민영) - 경찰대 출신, 도봉경찰서 강력3팀 형사
- 안우연: 도봉기 역(아역 이효단) - 봉순의 이란성 쌍둥이 남동생, 의대 레지던트 1년차

### 봉순의 주변 인물
- 심혜진: 황진이 역 - 봉순의 어머니, 과거 괴력의 소유자
- 유재명: 도칠구 역 - 봉순의 아버지, 도봉호두 사장
- 박보미: 나경심 역 - 봉순의 친구, 야구 치어리더 팀장
- 백수련: 순심여사 역 - 봉순의 외할머니, 괴력의 소유자
- 김미화: 명수 엄마 역 - 황진이 3인방, 도봉4동 통장들. 말 많고 걱정 많고 호들갑
- 김수연: 재순 엄마 역 - 황진이 3인방, 도봉4동 통장들. 의뭉스럽고 느릿느릿 이상함.

### 민혁의 주변 인물
- 전석호: 공비서 역 - 민혁의 수행비서. 말이 많고 부상을 면치 못함.
- 한정국: 안출도 역 - 민혁의 아버지, 오성그룹 회장. 회사를 민혁에게 물려주려고 함.
- 김성범: 안동하 역(아역 전성혁) - 민혁의 첫째 이복형, 동석과 친형제
- 심훈기: 안동석 역(아역 황남준) - 민혁의 둘째 이복형. 유순한 성품
- 이세욱: 안경환 역(아역 진태건) - 민혁의 셋째 이복형, 동하와 동석의 이복형제

### 백탁파 관련 인물
- 임원희: 백탁 역 - 백탁파 두목, 본명 백수탁
- 김민교: 아가리 역 - 백탁의 오른팔
- 김원해: 김광복 역 - 용역 깡패
- 김기무: 황현동 역 - 용역 깡패

### 인국두의 주변 인물
- 설인아: 조희지 역 - 국두의 여자친구, 시향의 첼리스트
- 윤예희: 정미화 역 - 국두의 어머니, 베스트셀러 소설가

### 아인소프트 직원
- 김원해: 오돌뼈 역 - 개발기획팀 팀장, 본명 오돌병, 백탁파 김광복의 도플갱어

### 도봉경찰서 강력3팀
- 최무인: 육팀장 역 - 팀장, 수사반장 마니아
- 오순태: 불곰 역 - 형사
- 양주호: 넉보이 역 - 형사, 국두의 파트너
- 최형: 헐랭이 역 - 형사
- 김원석: 돋보기 역 - 형사

### 여성 대상 범죄 관련 인물
- 장미관: 범인 김장현 역 - 여성혐오자
- 이도현: 공범 장광석 역 - 폐차장 직원, 마약중독자
- 손효은: 정향숙 역 - 범인에게 살해당한 여성
- 최현서: 김지원 역 - 범인에게 납치된 교사
- 최영신: 범인에게 납치된 발레학원 원장 역
- 민지현: 범인에게 납치된 약사 역

### 그 외 인물
- 김영춘: 일진 남고생 역 - 최강누님 뽀글님을 위한 카페 개설자
- 김솔: 일진 친구 역
- 유인수: 강구 역 - 일진 남고생
- 윤영주: 민혁의 새어머니 역
- 홍예리: 호순이 역 - 도봉호두 아르바이트생
- 김태수: 오현중 역 - 청부 킬러
- 이호철: 조팀장 역 - 오현중의 동료 킬러
- 핲기: 백탁파 조직원 역
- 김원준: 지하철 성추행범 역
- 이정귀: 남고생 역
- 이민섭: 치안정감 역
- 전병철: 이우진 역
- 하루비: 유치원목격자 역
- 오아린: 프롤로그 풍선든아이 역

### 특별출연
- 강지영: JTVC 아나운서 역, TBCJ 아나운서 역
- 이철민: 점쟁이 역
- 김원효: 자동차 진상남 역
- 송원근: 송원근 역 - 연극배우, 연극 〈푸른수염과 7인의 신부〉의 푸른수염 역
- 윤상현: 촬스 고 역 - 백탁파의 유일한 MBA 출신 브레인
- 이수지: 보이스피싱 스페셜리스트 역
- 정찬민: 보이스피싱 스페셜리스트 역
- 장성규: JTVC 아나운서 역
- 권혁수: 니자무띤 스님 역 - 스님 행세 사기꾼, 본명 조달봉
- 이상: 경비원 역
- 클라라: 치과위생사 역
- 기루: 치과 직원 역

## 시청률
최저 시청률과 최고 시청률은 시청률 조사회사와 지역별로 시청률에 차이가 있을 수 있습니다.
| 2017년      | 2017년      | 2017년              | 2017년     | 2017년      |
| 회차        | 방송일      | 부제                | AGB 시청률 | TNmS 시청률 |
| ----------- | ----------- | ------------------- | ---------- | ----------- |
| 제1회       | 2월 24일    | 기막힌 녀석들       | 3.829%     | 3.9%        |
| 제2회       | 2월 25일    | 범인의 마음         | 5.758%     | 6.1%        |
| 제3회       | 3월 3일     | 그놈의 비밀         | 6.081%     | 5.5%        |
| 제4회       | 3월 4일     | 그녀의 정체         | 8.301%     | 8.3%        |
| 제5회       | 3월 10일    | 친구인 듯 친구 아닌 | 7.113%     | 6.7%        |
| 제6회       | 3월 11일    | 해피투게더          | 8.692%     | 7.7%        |
| 제7회       | 3월 17일    | 변화                | 6.834%     | 7.1%        |
| 제8회       | 3월 18일    | 한 걸음 더          | 9.603%     | 8.8%        |
| 제9회       | 3월 24일    | 목숨 건 사랑        | 7.423%     | 8.8%        |
| 제10회      | 3월 25일    | 숨은 마음 찾기      | 9.668%     | 9.8%        |
| 제11회      | 3월 31일    | 타이밍              | 7.772%     | 7.7%        |
| 제12회      | 4월 1일     | 헬프 미             | 8.477%     | 9.1%        |
| 제13회      | 4월 7일     | 그럼에도 불구하고   | 7.448%     | 8.9%        |
| 제14회      | 4월 8일     | 배틀의 서막         | 8.597%     | 9.9%        |
| 제15회      | 4월 14일    | 레벨 업             | 7.834%     | 7.9%        |
| 제16회      | 4월 15일    | 파이널              | 8.957%     | 9.8%        |
| 평균 시청률 | 평균 시청률 | 평균 시청률         | 7.649%     | 7.9%        |

## 사운드 트랙

### Part. 1
| #            | 제목                     | 작사         | 작곡                | 재생 시간 |
| ------------ | ------------------------ | ------------ | ------------------- | --------- |
| 1.           | 〈그대란 정원〉 (정은지) | 감동is       | 감동is, ROZ, 기현석 | 4:03      |
| 2.           | 〈그대란 정원 (inst.)〉  |              | 감동is, ROZ, 기현석 | 4:03      |
| 총 재생 시간 | 총 재생 시간             | 총 재생 시간 | 총 재생 시간        | 8:06      |

### Part. 2
| #            | 제목                  | 작사         | 작곡         | 재생 시간 |
| ------------ | --------------------- | ------------ | ------------ | --------- |
| 1.           | 〈Heartbeat〉 (수란)  | 문성남       | 문성남       | 3:52      |
| 2.           | 〈Heartbeat (inst.)〉 |              | 문성남       | 3:51      |
| 총 재생 시간 | 총 재생 시간          | 총 재생 시간 | 총 재생 시간 | 7:43      |

### Part. 3
| #            | 제목                     | 작사         | 작곡                | 재생 시간 |
| ------------ | ------------------------ | ------------ | ------------------- | --------- |
| 1.           | 〈어떨까〉 (스탠딩 에그) | 감동is       | 감동is, ROZ, 기현석 | 3:49      |
| 2.           | 〈어떨까 (inst.)〉       |              | 감동is, ROZ, 기현석 | 3:49      |
| 총 재생 시간 | 총 재생 시간             | 총 재생 시간 | 총 재생 시간        | 7:38      |

### Part. 4
| #            | 제목                  | 작사         | 작곡         | 재생 시간 |
| ------------ | --------------------- | ------------ | ------------ | --------- |
| 1.           | 〈두근두근〉 (김청하) | UK           | UK , RE:ONE  | 3:30      |
| 2.           | 〈두근두근 (inst.)〉  |              | UK , RE:ONE  | 3:28      |
| 총 재생 시간 | 총 재생 시간          | 총 재생 시간 | 총 재생 시간 | 6:58      |

### Part. 5
| #            | 제목                               | 작사                     | 작곡                     | 재생 시간 |
| ------------ | ---------------------------------- | ------------------------ | ------------------------ | --------- |
| 1.           | 〈Double Trouble Couple〉 (마마무) | 김도훈(RBW), 박우상(RBW) | 김도훈(RBW), 박우상(RBW) | 3:30      |
| 2.           | 〈Double Trouble Couple (inst.)〉  |                          | 김도훈(RBW), 박우상(RBW) | 3:30      |
| 총 재생 시간 | 총 재생 시간                       | 총 재생 시간             | 총 재생 시간             | 7:00      |

### Part. 6
| #            | 제목                                                | 작사              | 작곡         | 재생 시간 |
| ------------ | --------------------------------------------------- | ----------------- | ------------ | --------- |
| 1.           | 〈사랑에 빠진 걸까요(Feat. 오브로젝트)〉 (브로맨스) | 김도훈(RBW), 윤닭 | 김도훈(RBW)  | 3:20      |
| 2.           | 〈사랑에 빠진 걸까요 (inst.)〉                      |                   | 김도훈(RBW)  | 3:20      |
| 총 재생 시간 | 총 재생 시간                                        | 총 재생 시간      | 총 재생 시간 | 6:40      |

### Part. 7
| #            | 제목                                    | 작사            | 작곡            | 재생 시간 |
| ------------ | --------------------------------------- | --------------- | --------------- | --------- |
| 1.           | 〈Super Power Girl〉 (에브리 싱글 데이) | 문성남 , 정재우 | 문성남 , 정재우 | 3:55      |
| 2.           | 〈Super Power Girl (inst.)〉            |                 | 문성남 , 정재우 | 3:55      |
| 총 재생 시간 | 총 재생 시간                            | 총 재생 시간    | 총 재생 시간    | 7:50      |

### Part. 8
| #            | 제목                          | 작사         | 작곡                   | 재생 시간 |
| ------------ | ----------------------------- | ------------ | ---------------------- | --------- |
| 1.           | 〈그 사람이 너라서〉 (박형식) | 감동is       | 감동is, 서재하, 김영성 | 3:53      |
| 2.           | 〈그 사람이 너라서 (inst.)〉  |              | 감동is, 서재하, 김영성 | 3:53      |
| 총 재생 시간 | 총 재생 시간                  | 총 재생 시간 | 총 재생 시간           | 7:46      |

## 수상 및 후보
| 수상 및 후보 | 수상 및 후보              | 수상 및 후보                  | 수상 및 후보    | 수상 및 후보 | 수상 및 후보 |
| 연도         | 시상식                    | 부문                          | 수상자(작)      | 결과         | 참조         |
| ------------ | ------------------------- | ----------------------------- | --------------- | ------------ | ------------ |
| 2017         | 제53회 백상예술대상       | TV부문 여자 최우수연기상      | 박보영          | 후보         | [ 8 ]        |
| 2017         | 제53회 백상예술대상       | TV부문 여자인기상             | 박보영          | 후보         |              |
| 2017         | 제53회 백상예술대상       | TV부문 남자인기상             | 박형식          | 후보         |              |
| 2017         | 제53회 백상예술대상       | TV부문 남자 신인연기상        | 지수            | 후보         |              |
| 2017         | 제12회 서울 드라마 어워즈 | 미니시리즈 작품상             | 힘쎈여자 도봉순 | 후보         | [ 9 ]        |
| 2017         | 제12회 서울 드라마 어워즈 | 여자 연기자상                 | 박보영          | 후보         | [ 9 ]        |
| 2017         | 제12회 서울 드라마 어워즈 | 한류드라마 부문 여자 연기자상 | 박보영          | 수상         | [ 10 ]       |
| 2017         | 제1회 더 서울어워즈       | 드라마부문 여우주연상         | 박보영          | 수상         |              |
| 2017         | 제1회 더 서울어워즈       | 인기상                        | 박형식          | 수상         |              |
| 2018         | 제 13회 숨피 어워즈       | 베스트커플상                  | 박보영, 박형식  | 수상         |              |

## 같이 보기
- 힘쎈여자 강남순 - 후속 작품
- 대한민국의 텔레비전 드라마 목록 (ㅎ)
- 2017년 대한민국의 텔레비전 드라마 목록